# Commodore VIC-20
Commodore VIC-20 (w Niemczech znany jako VC20, w Japonii VIC-1001) – komputer domowy produkowany przez firmę Commodore, posiadający 5 kB pamięci RAM i procesor MOS 6502. Jest pierwszym komputerem domowym, którego liczba sprzedanych sztuk wyniosła ponad milion egzemplarzy (w sumie sprzedano ponad 2,5 miliona jednostek).

## Konstrukcja

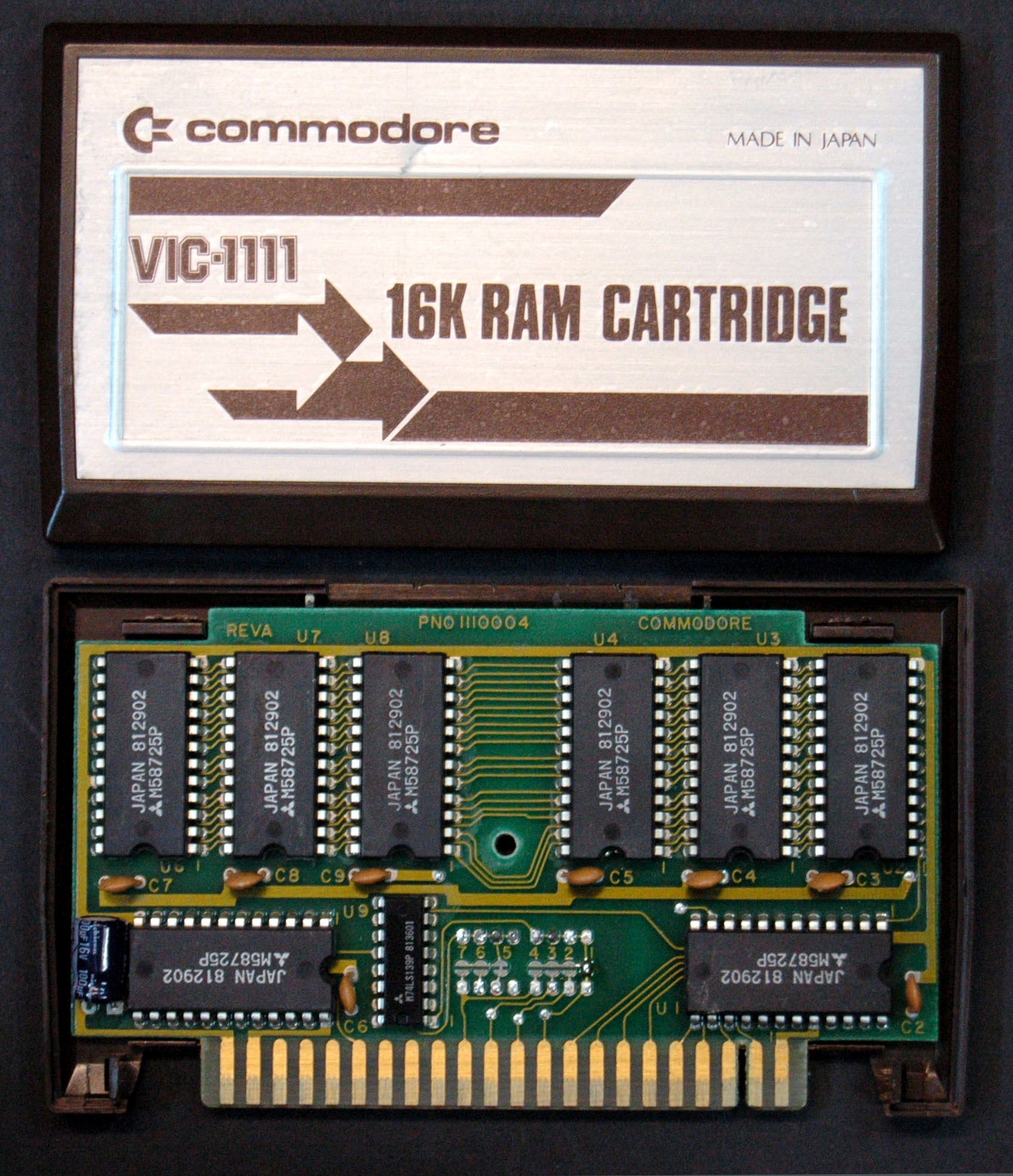
VIC-1111, rozszerzenie pamięci 16 kB, na górze obudowa, poniżej wnętrze

VIC-20 wyposażony był w 8-bitowy mikroprocesor MOS Technology 6502, znany z mikrokomputera Commodore PET. Układ grafiki, MOS VIC, udostępniał tryb tekstowy: 22 kolumny x 23 wiersze, a także tryb graficzny – w rozdzielczości 176x184 pikseli z 3 bitami na piksel. Obudowa komputera była później używana w Commodore 64 i Commodore 16. VIC-20 został wprowadzony do sprzedaży na początku 1981, po premierze na CES w czerwcu 1980.